# Bornemisza Péter Gimnázium
A Bornemisza Péter Gimnázium a Hit Gyülekezete által fenntartott és 1997-ben alapított, Budapest egyik legnagyobb oktatási intézménye. Nevét Bornemisza Péterről, a 16. századi hitújító reformátorról és századának legkiemelkedőbb magyar prózaírójáról kapta. Az iskola egy X. kerületi székhellyel (Száva utca) és egy XVI. kerületi telephellyel (Újszász utca) rendelkezik.

## Története
A Bornemisza Péter Gimnáziumot 1997 májusában alapította Németh Sándor, a Hit Gyülekezete vezető lelkésze. Az intézmény első épülete a 90-es évek elejéig itt tartózkodó Szovjet Hadsereg volt főhadiszállásának iskolája lett Mátyásföldön. Az épület megvásárlásakor lelakott, romos állapotban volt, az épületet pedig elhanyagolt gyomfás erdő vette körül. Az iskola mindössze másfél hónap alatt renoválásra került és még azon év szeptemberében elindult a tanítás mindössze 350 tanulóval. A szerény kezdet ellenére az intézmény néhány év alatt a XVI. kerület legnagyobb iskolájává nőtte ki magát.
Az évek során egyre többen jelentkeztek az intézménybe. Ennek eredménye volt, hogy az első épület mellett álló „kis épületet” is megvásárolták, felújították, melyben egy új tornaterem és jó néhány tanterem kapott helyet. A növekvő igények azonban szükségessé tették az iskola méreteinek tovább bővítését, mely a környéken már nem volt lehetséges. Így végül az intézmény a X. kerületben, a határ úti metróállomásnál bérelt, majd megvásárolt egy az 1960-as években épült iskolaépületet, így immár 2 helyen folyik az oktatás. A területnövekedés azonban csak rövid ideig hozott megoldást. 2009 nyarán ismét szükségessé vált az iskola kibővítése, melynek eredménye egy újabb tornaterem és 11 tanterem lett. A tanulók száma mára már meghaladja az 1800 főt.
Az intézményt a kezdetek óta a Hit Gyülekezete tartja fenn.

## Oktatási színterek
A Bornemisza Péter Gimnázium Budapesten működő közoktatási intézmény, mely két helyszínen végzi tevékenységét.
Székhelye a X. kerületi Száva utcában található. Ez a gimnáziumi oktatás színtere, ugyanakkor működik itt egy általános iskolai tagozat is.
Az úgynevezett „telephely” a XVI. kerületben, az Újszász utcában helyezkedik el. Ez az általános iskolai képzés fő helyszíne.

## Tagozatok, évfolyamok

### Általános iskola
1–8. évfolyam (Újszász utcai telephelyen minden évfolyamon a, b, c és d osztály, Száva utcában e és egyes évfolyamokon g osztály)

### Gimnázium
A gimnáziumi oktatás nappali, esti, illetve levelező tagozaton is elvégezhető. Ez utóbbi két tagozat csak négy évfolyamos képzés, így ezen esetekben a nyelvi előkészítő évfolyammal egybekötött képzés nem választható.

#### 4 évfolyamos gimnáziumi oktatás
9–12. évfolyam
- Négyéves emelt angol tagozat
- Négyéves emelt német tagozat
- Négyéves emelt spanyol tagozat
- Négyéves emelt rajz és digitális kultúra tagozat
- Négyéves emelt biológia és kémia tagozat
- Négyéves emelt fizika és digitális kultúra tagozat
- Négyéves emelt magyar és történelem tagozat
- Négyéves emelt bibliaismeret tagozat
- Négyéves sportiskolai tagozat

Nem ötéves nyelvi tagozaton választható második nyelvként: a francia, német, portugál és spanyol.

#### 5 évfolyamos gimnáziumi oktatás
9–13. évfolyam
A 9. évfolyam ez esetben a nyelvi előkészítő évfolyamot jelenti. Az ezt követő tanévben a diákok a 4 évfolyamos tagozatok közül választanak, és általában ezen a tagozaton fejezik be tanulmányaikat.
Választható opciók:
- angol nyelvi előkészítő, második idegen nyelv: francia
- angol nyelvi előkészítő, második idegen nyelv: német
- német nyelvi előkészítő, második idegen nyelv: angol
- spanyol nyelvi előkészítő, második idegen nyelv: angol

### Általános művészetoktatási tagozat
Az iskolában az alapfokú művészetoktatás tizenkét évfolyamos képzés keretén belül az Újszász utcai telephelyen zajlik. A képzés zeneművészeti ágon, klasszikus zene műfajában az alábbi tanfolyamokat biztosítja: furulya, hegedű, zongora, klarinét.

### Sportiskola
2010-től 1. és 5. évfolyamon, 2011-től 9. évfolyamon is elindult a sportosztály, kiváló eredményekkel.Az iskola keretén belül több sportágban lehet versenyezni. Akrobatika (nemzetközi és Európa-bajnokságon való részvétel évek óta), labdarúgás (budapesti, megyei és országos tornákon is jól szereplő utánpótláscsapatok), kosár- és röplabda, valamint asztalitenisz ágakban sportolhatnak a bornemiszás tanulók. 2010 óta több évben is elnyerte az iskola a Budapesti Diákolimpiai Bizottság elismerését.

## Felvételi rend
Az iskola 1., 5. és 9. évfolyamaiba a rendes felvételi eljárás szerint szerveznek felvételi vizsgát. Ezzel kapcsolatban az intézmény hivatalos honlapján közzétett adatokból lehet informálódni.